# Спаська трапезна (Видубицький монастир)

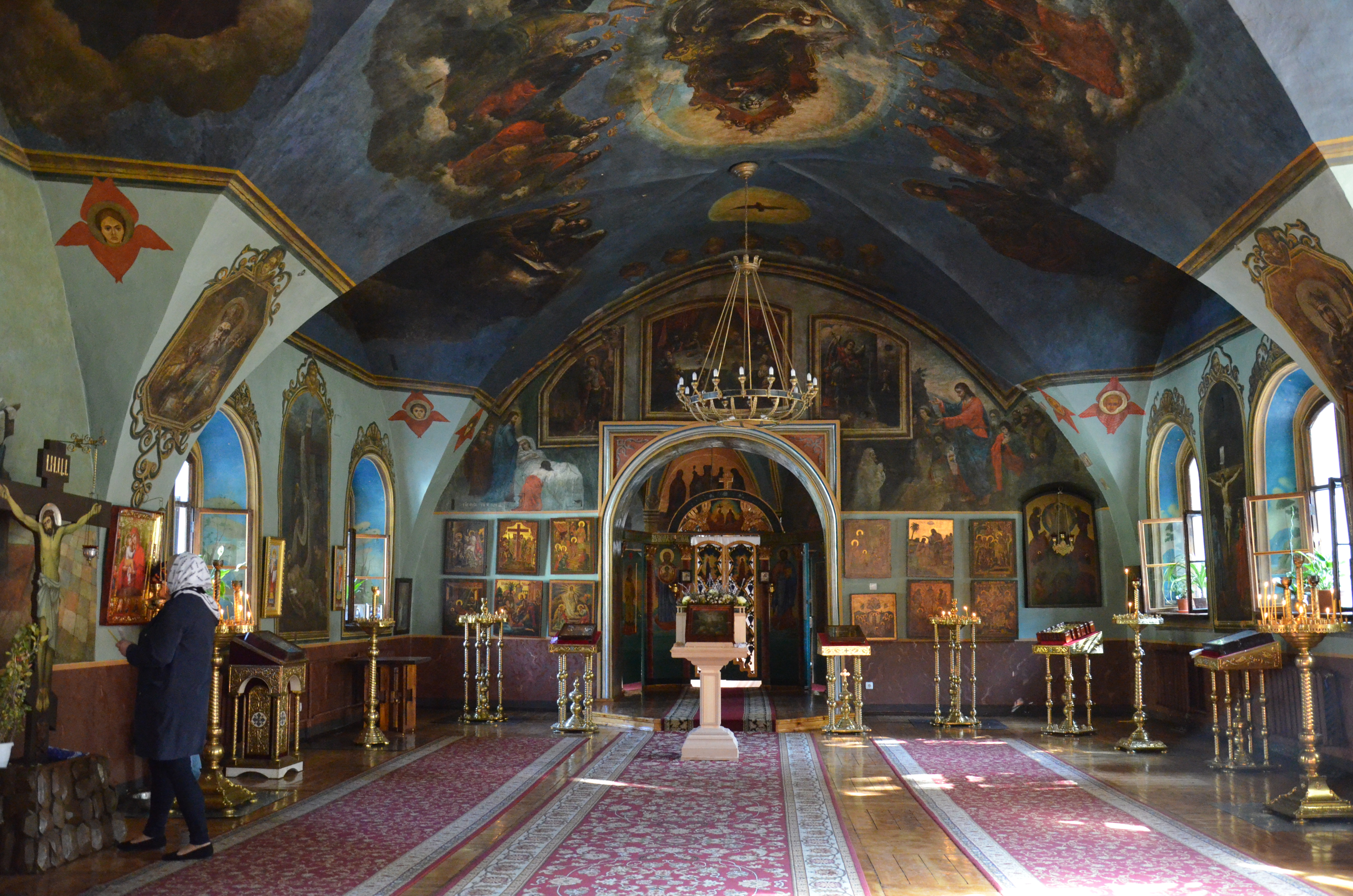
Трапезна (церква Спаса) Видубицького монастиря - інтер'єр

Трапезна палата при  Видубицькому монастирі — пам'ятка архітектури початку XVIII ст. Це витягнута в плані споруда з невеликою Спасо-Преображенською церквою на східному кінці будівлі. Стоїть поруч із  Георгіївським собором, збудована із ним в один час. Трапезна повністю зберегла свій первісний вигляд — її не надбудовували і не перебудовували.

## Історія
Мурована трапезна збудована протягом 1696-1701 років коштом стародубського полковника  Михайла Миклашевського.

## Архітектура та інтер'єри
Трапезну звели на схилі і тому вона має різну поверховість: з північного боку — двоповерхова, з південного, що виходить на головний монастирський двір — одноповерхова. Зі сходу до трапезної прилягає одноапсидна невелика церква Спаса Преображення з грушоподібною банею. Фасади розчленовані пілястрами з капітелями, декор головного фасаду представлений низько розташованими спареними вікнами. Фриз і портал прикрашено витонченим ліпним рослинним орнаментом, за характером близьким до народної різьби по дереву. У церкві біля входу з ліва та з права розташовані стасидії. 
Розписи інтер'єру XVII-XVIII ст. майже повністю втрачені або записані пізнішими розписами XIX ст. 

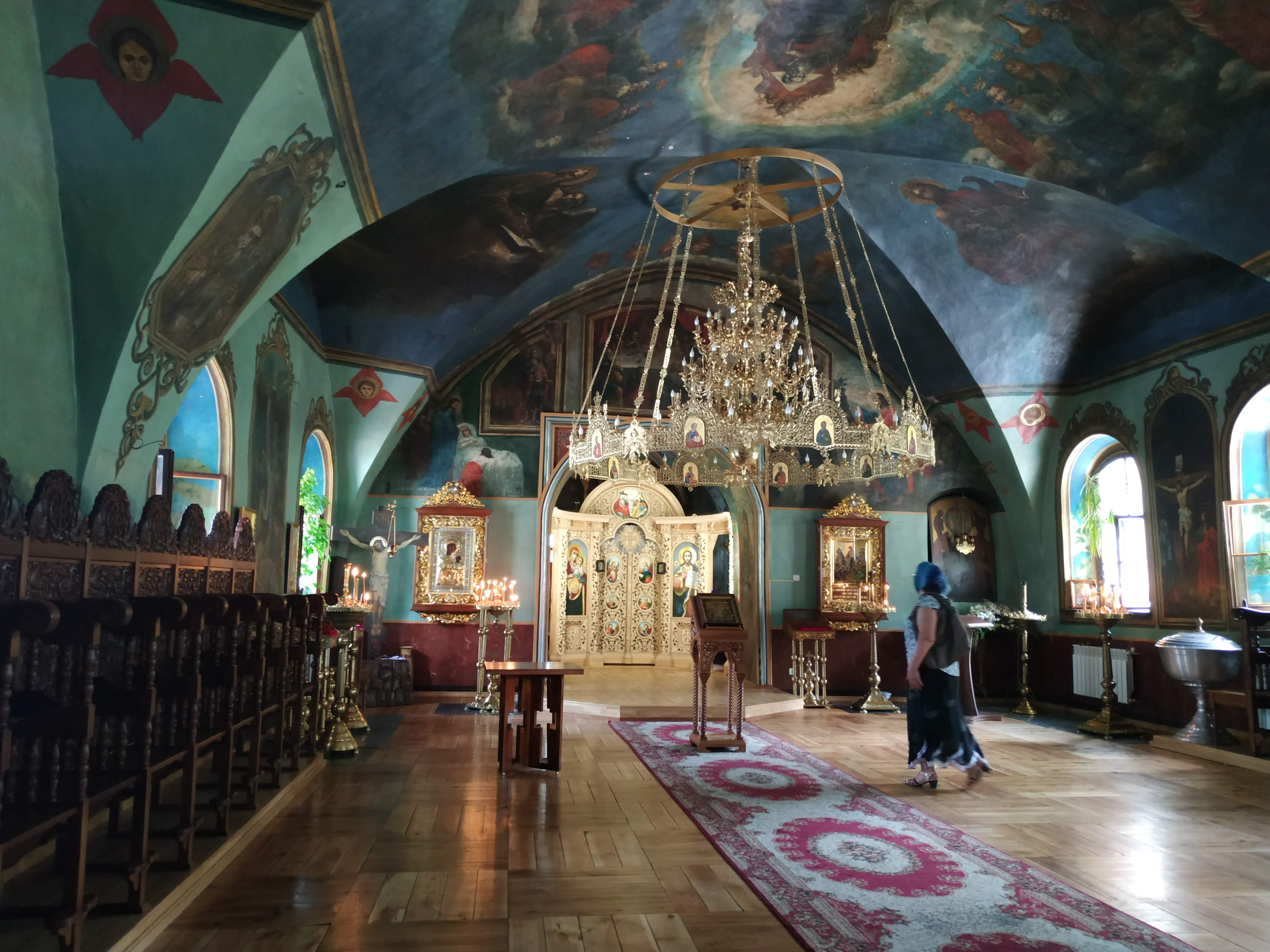
Інтер'єр Спаської трапезної із стасидіями у Видубицькому монастирі. Київ 2019 рік